# ديفيد والتون (كاتب)
ديفيد والتون (بالإنجليزية: David Walton)‏ (1942)؛ روائي أمريكي.